# Aizuchi
Aizuchi (相槌 [あいづち]) és un terme japonès per a les interjeccions freqüents que es realitzen durant una conversa que indiquen que l'oient està parant atenció i entén el missatge de l'emissor. L'aizuchi constant assegura a l'emissor que l'oïdor és actiu i es troba involucrat en la conversa.
L'aizuchi és freqüentment mal interpretat per persones que no parlen japonès com una manera d'acceptar el que s'ha dit per part del que escolta, perquè les paraules més comunes del aizuchi inclouen: 
- hai (はい), ee (ええ) o un (うん, 'sí' en diferents variants de formalitat)
- sō desu ne (そうですね, 'ja ho veig', 'és clar')
- sō desu ka (そうですか, 'ah, sí?')
- hontō (本当), hontō ni (本当に), maji (マジ) o —a Kansai— honma (本真) 'de debò?'
- naruhodo (なるほど, 'és clar', 'és veritat')
- Fer que sí amb el cap

Les relacions laborals en particular poden ser obstaculitzades per persones alienes a aquest coneixement, les quals assumeixen que els seus companys japonesos han assentit als seus suggeriments durant tota la conversa, quan en realitat els japonesos solament han confirmat que els suggeriments han estat entesos.
L'aizuchi poden també prendre la forma de les anomenades preguntes amb ressò, les quals consisteixen en un substantiu més "desu ka". Després que l'emissor A formula una pregunta, el receptor B pot repetir substantiu seguit per "desu ka" per confirmar què era al que l'emissor A s'estava referint, o simplement per mantenir una comunicació activa mentre el receptor B pensa que és una resposta.